# Nanni Galli
Nanni Galli, (n. 2 octombrie 1940, Bologna, Italia – d. 12 octombrie 2019, Prato, Italia), a fost un pilot italian de Formula 1.